# Jeux du Canada d'hiver de 1991
Les Jeux du Canada d'hiver de 1991 sont des compétitions de sports d'hiver qui ont opposé les provinces et les territoires du Canada en 1991.
Les Jeux du Canada sont présentés tous les deux ans, en alternance l'hiver et l'été. En 1991, les jeux ont eu lieu à l'Île-du-Prince-Édouard du 17 février au 2 mars 1991.

## Tableau des médailles
| Province                  | Or | Argent | Bronze | Total |
| ------------------------- | -- | ------ | ------ | ----- |
| Alberta                   | 16 | 16     | 38     | 68    |
| Colombie-Britannique      | 14 | 17     | 33     | 64    |
| Manitoba                  | 9  | 12     | 19     | 40    |
| Île du Prince-Édouard     | 1  | 0      | 3      | 4     |
| Nouveau-Brunswick         | 1  | 4      | 10     | 15    |
| Nouvelle-Écosse           | 6  | 5      | 10     | 21    |
| Ontario                   | 43 | 49     | 31     | 123   |
| Québec                    | 63 | 44     | 33     | 140   |
| Terre-Neuve-et-Labrador   | 0  | 1      | 3      | 4     |
| Territoires du Nord-Ouest | 1  | 0      | 1      | 2     |
| Saskatchewan              | 12 | 14     | 14     | 40    |
| Yukon                     | 4  | 10     | 3      | 17    |